# 1st Maryland Infantry
Le 1st Regiment Maryland Volunteer Infantry est un régiment d'infanterie qui a servi dans l'armée de l'Union pendant la guerre de Sécession.

## Service
Le 1st Maryland est organisé à Baltimore, dans le Maryland et 4 compagnies (A, B, C et D) entrent au service de l'Union le 16 mai 1861. Le régiment part à Relay House sur le chemin de fer de Baltimore et de l'Ohio, où les autres compagnies (E, F, G, H, I et K) entrent en service entre le 25 mai et 27 mai. Pendant les dix premiers mois, le régiment est en service de garnison dans l'ouest du Maryland(p1063).
Le premier commandant du régiment est le colonel John Reese Kenly, procureur de Baltimore, qui a servi lors de la guerre américano-mexicaine en tant que commandant des volontaires (en).

### Bataille de Front Royal
En mars 1862, le 1st Maryland est affecté aux forces du major général Nathaniel Banks opérant dans la vallée de la Shenandoah. Le régiment est stationné à Front Royal le 23 mai 1862, quand il est attaqué par l'armée de la vallée du major général Stonewall Jackson. Surpris et en infériorité numérique, le 1st Maryland réalise un combat d'arrière-garde opiniâtre au cours duquel le colonel Kenly est blessé. Les pertes de l'Union s'élèvent à 83 tués et blessés, et 691 capturés. Les prisonniers sont libérés en septembre 1862.
La bataille est notable parce que le 1st Maryland de l'Union  est attaqué par les Marylanders confédérés du 1st Maryland Infantry (CSA). C'est la seule fois dans l'histoire militaire des États-Unis que deux régiments avec la même désignation et du même État se sont livrés une bataille l'un contre l'autre. Après des heures de combat désespéré, les sudistes sortent victorieux. Lorsque les prisonniers sont pris, beaucoup d'hommes reconnaissent d'anciens amis et membre de la famille. Selon J. J. Goldsborough, qui a écrit l'histoire de la Maryland Line (en) dans l'armée confédérée :
« presque tous ont reconnu de vieux amis et des connaissances, qu'ils ont accueilli cordialement, et avec qui ils ont partagé les rations qui venaient juste de changer de mains ».

### Récipiendaires de la médaille d'honneur
- Abel G. Cadwallader (en)[5]

Grade et organisation : caporal, compagnie H, 1st Maryland Infantry.
Lieu et date : À Hatchers Run et Dabneys Mills, Virginie., 6 février 1865.
Entré en service à :
Naissance : Baltimore Maryland.
Date de publication : 5 janvier 1897.
Citation : a valeureusement planté les couleurs dans les ouvrages de l'ennemi avant l'arrivée de son régiment.
- Joseph Stewart (en) [6]

Grade et organisation : soldat, compagnie G, 1st Maryland Infantry.
Lieu et date : À Five Forks, Virginie, 1er avril 1865.
Entré en service au:
Naissance : Irlande.
Date de parution : 27 avril 1865.
Citation : capture d'un drapeau rebelle.

### Pertes
Le 1st Maryland perd 8 officiers et 110 soldats tués et blessés mortellement, et 1 officier et 148 hommes du rang morts de maladie au cours de son service.